# Marcel Dettmann
Marcel Dettmann - mieszkający w Berlinie niemiecki DJ i producent muzyczny wykonujący muzykę elektroniczną, prowadzi wytwórnię płytową Marcel Dettmann Records. Tworzy głównie techno, jest przedstawicielem tzw. nurtu Berghain sound.
Na co dzień Marcel Dettmann jest rezydentem w znanym berlińskim klubie Berghain, jest również zapraszany na imprezy i festiwale odbywające się na całym świecie.
Jako producent, wydał 2 albumy dla Niemieckiej wytwórni Ostgut Ton oraz ok. 20 EPek i singli. Jest też autorem kilku oficjalnie wydanych mixów, w tym drugiej części serii wydawanej przez Ostgut Ton, który został okrzyknięty najlepszym mixem 2008 roku przez portal Residentadvisor.net.

## Dyskografia
Albumy:
- 2010; Dettmann (Ostgut Ton)
- 2013; Dettmann II (Ostgut Ton)

Single i EP:
- 2006; MDR 01 (Marcel Dettmann Records)
- 2006; MDR 02 (Marcel Dettmann Records)
- 2008; MDR 04 (Marcel Dettmann Records)
- 2009; MDR 06 (Marcel Dettmann Records)
- 2011; Translation EP (Ostgut Ton)
- 2012; Landscape (Music Man Records)
- 2012; Range EP (Ostgut Ton)